# 皮埃尔·勒韦迪
皮埃尔·勒韦迪（Pierre Reverdy，1889年9月13日—1960年6月17日），二十世纪法国著名诗人。其作品受当时的反传统文学运动超现实主义，达达主义和立体主义的影响。贯穿他的诗歌的孤独和精神顾虑，实践了超现实主义的信条。他的写作追求神秘的目的，如他所说：“现实的崇高简单性。”主要作品有《散文诗》(1915)、《劳动力》(1949)等。